# Lespesia danai
Lespesia danai är en tvåvingeart som först beskrevs av Townsend 1940.  Lespesia danai ingår i släktet Lespesia och familjen parasitflugor. Inga underarter finns listade i Catalogue of Life.